# Samsung Galaxy Z Flip 4
O Samsung Galaxy Z Flip 4 (estilizado como Samsung Galaxy Z Flip4, vendido como Samsung Galaxy Flip 4 em determinados territórios) é um smartphone dobrável que faz parte da série Samsung Galaxy Z. Foi anunciado na edição de agosto de 2022 do evento Galaxy Unpacked, juntamente com o Galaxy Z Fold 4.

## Galeria

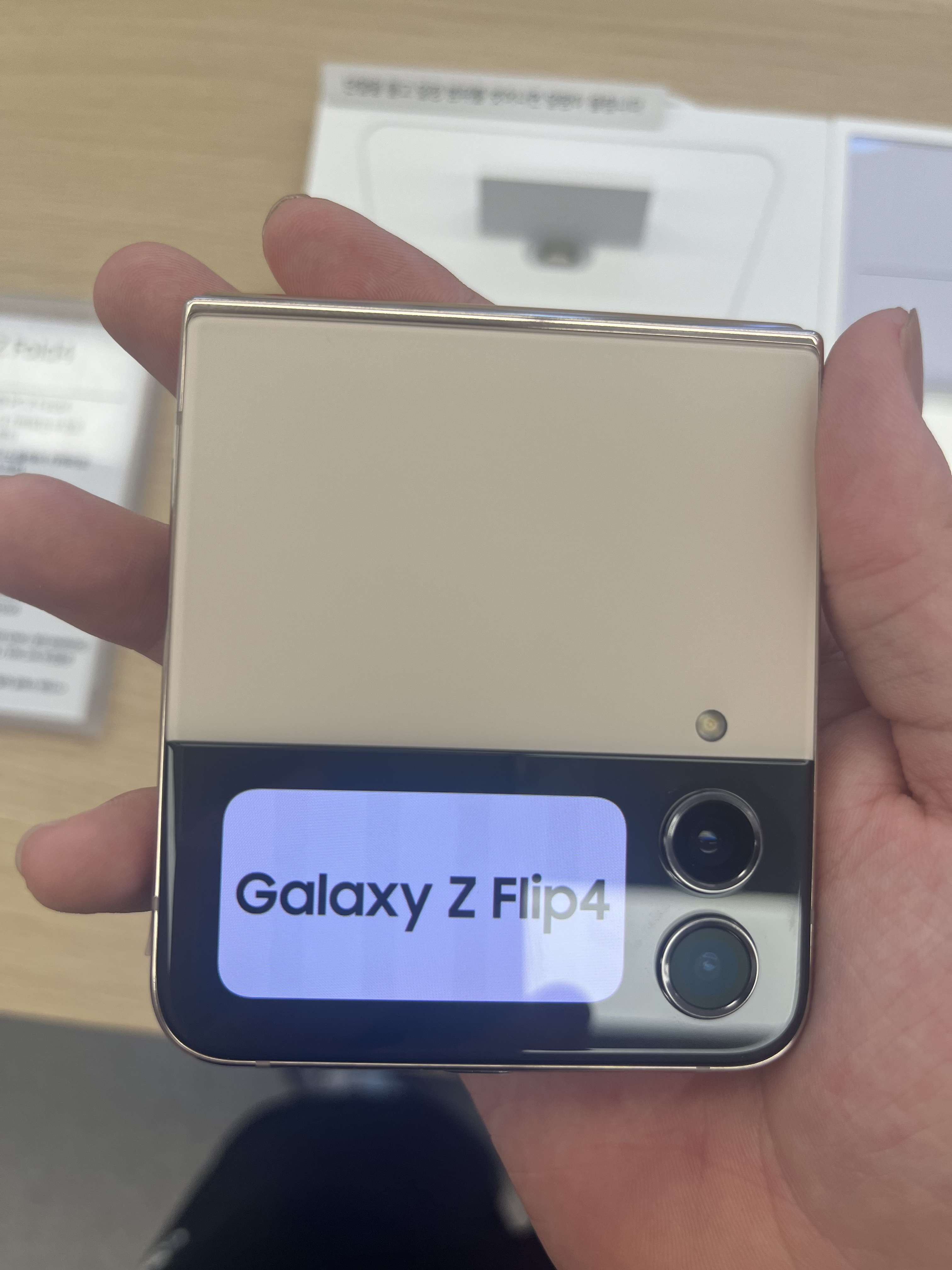
Samsung Galaxy Z Flip 4